# Corral de Almaguer
Corral de Almaguer es un municipio y localidad española de la provincia de Toledo, en la comunidad autónoma de Castilla-La Mancha. El término municipal, ubicado en la comarca de la Mancha Alta de Toledo, a ambos márgenes del río Riánsares, tiene una población de 5237 habitantes (INE 2024).

## Toponimia
El término Corral de Almaguer forma un topónimo compuesto del sustantivo corral junto al complemento Almaguer, antiguo nombre de la población.
El origen de corral es incierto, aunque es probable que proceda del latín currale que significa lugar donde se guardan los carros y que posteriormente pasaría a designar el lugar donde se encierra a la caballería. El significado actual del término, sitio cerrado y descubierto, en las casas o en el campo, que se utiliza para guardar animales, es probable que sea el origen del topónimo.
El término "Almaguer" procede del árabe al-magid, que significa el canal de riego.

## Geografía
Cuenta con uno de los mayores términos municipales de la provincia de Toledo y el segundo más grande de la comarca de la Mancha Alta Toledana. 

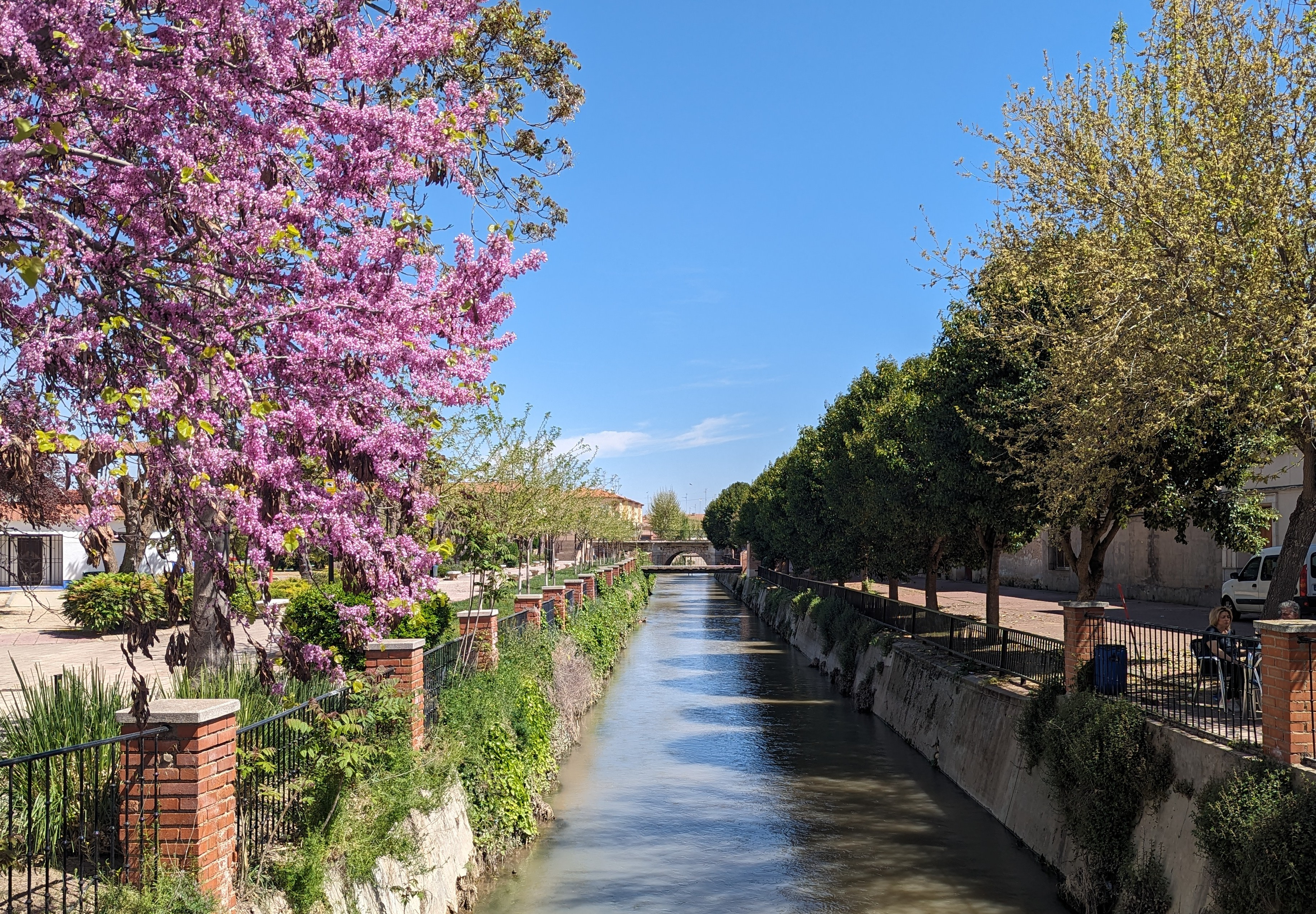
Río Riánsares a su paso por Corral de Almaguer

El municipio se encuentra situado en los márgenes del río Riánsares, sobre un plano inclinado en la confluencia de tres vegas, y entre campos de viñedos, en la comarca de La Mancha. Linda con los términos municipales de Villatobas y Santa Cruz de la Zarza al norte, Cabezamesada y Villanueva de Alcardete al este, La Puebla de Almoradiel y La Villa de Don Fadrique al sur, y Lillo y La Guardia al oeste, todos de Toledo.
En su término municipal se encuentran varias áreas de gran importancia natural, como son :
La sierra del Gollino, uno de los montes-isla más antiguos de España, compuesta por los montes del Alalde del Castillo, de la Moheda, de Traslasierra y de La Muela. En esta sierra se encuentran los restos del antiguo Castillo de Almaguer, de importante valor arqueológico. De menor altura encontramos el cerro de la Muela, de gran importancia debido a que en él se sitúa el Santuario de Nuestra Señora de la Muela Coronada.
De menos altitud, se halla la sierra de San Marcos, situada a un lado de la Vega del Riansares y de poca elevación. Desde esta sierra podemos divisar gran parte del término municipal así como sus principales accidentes geográficos y el núcleo poblacional de la localidad.
La vega del río Riánsares, y su pequeño valle, también goza de gran valor natural debido a su multitud de fauna y flora y la existencia de diversas cuevas y pequeños acantilados, que dotan al área de un gran valor visual.
En el noroeste del extenso término de Corral de Almaguer se encuentra el LIC Yesares del valle del Tajo zona de gran valor geológico, por la que discurre el arroyo de Testillos, en cuyo valle abunda la flora y fauna.

## Historia

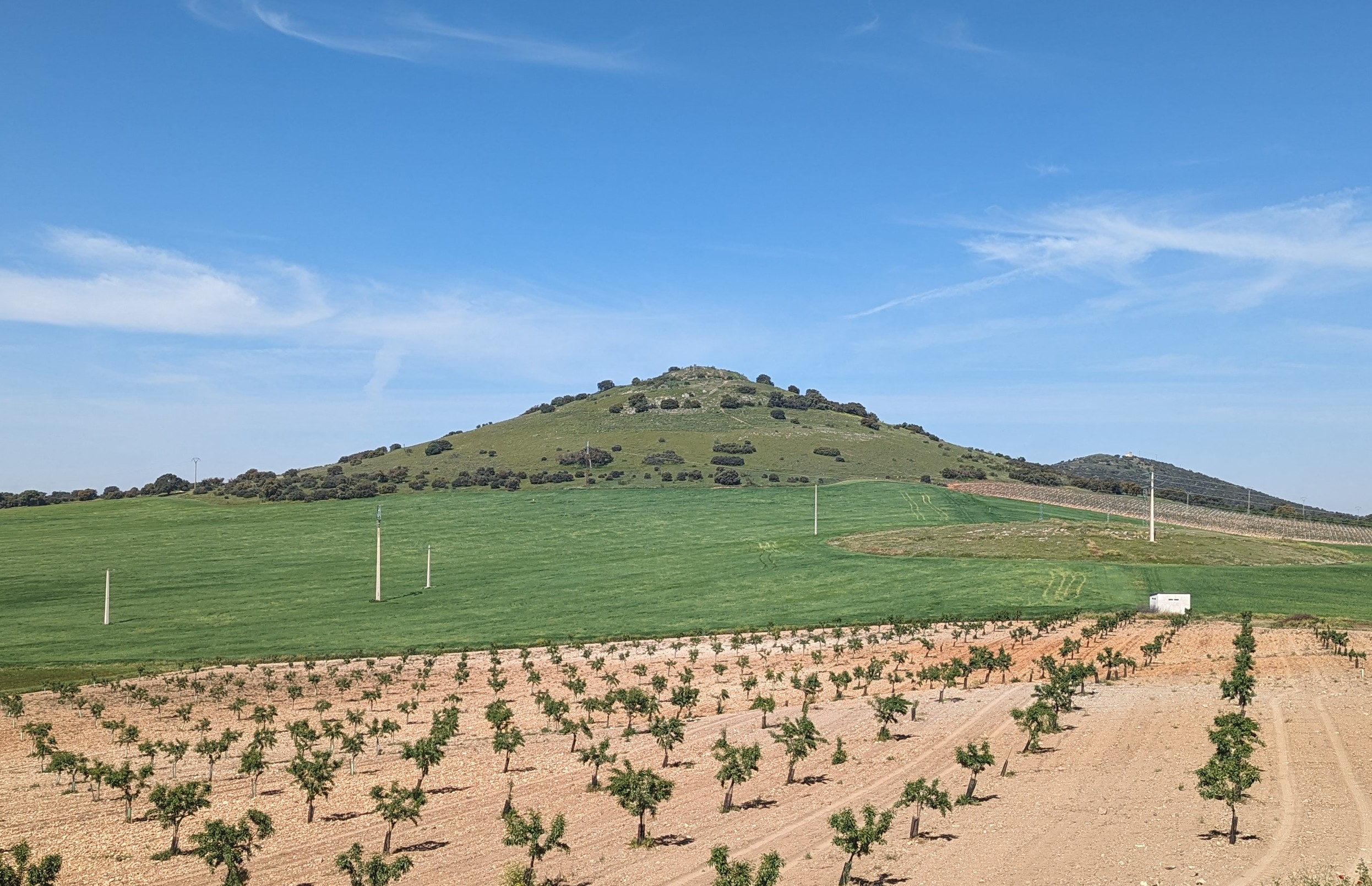
Cerro del castillo de Almaguer

Existen indicios de asentamientos en la zona ya en el periodo neolítico. La interpretación de la gran cantidad de restos arqueológicos, y sobre todo los encontrados en las excavaciones realizadas en el cerro del Castillo Gollino, con el descubrimiento de un poblado amurallado de la Edad del Hierro, del siglo V a. C. atestiguan la veracidad de esta afirmación.
Aunque el nombre de Almaguer es de origen árabe, los primeros pobladores de la zona fueron los iberos y los celtas, mezclados posteriormente con los romanos y los visigodos.

La fundación de la muy noble y real villa de Corral de Almaguer se data oficialmente a comienzos del siglo VIII, cuando un general musulmán, de nombre Al-Magued[cita requerida], y que posiblemente acompañó a Táriq en la conquista de la península. Al pasar por la zona después de la conquista de Córdoba y de camino hacia Toledo, se encontraría con una primitiva aldea, en el cerro hoy llamado de La Muela y junto al Riánsares. Dada su posición estratégica, se decidió la construcción de un castillo, que permaneció en la cima del cerro hasta el XV en que fue destruido. Es lógico suponer que a la sombra del castillo, habitado inicialmente por guerreros musulmanes, el asentamiento de Corral de Almaguer se fue consolidando con el incremento del número de sus habitantes. Más adelante, sin que pueda datarse con exactitud este hecho, la población se fue trasladando hacia una zona más llana, mejor situada y con abundancia de agua, donde la agricultura y la ganadería pudieran desarrollarse en buenas condiciones. El lugar elegido fue una dehesa, denominada "el Corral", a media legua de la primitiva Almaguer, y situada entre las vegas de los ríos Riánsares y Albardana.

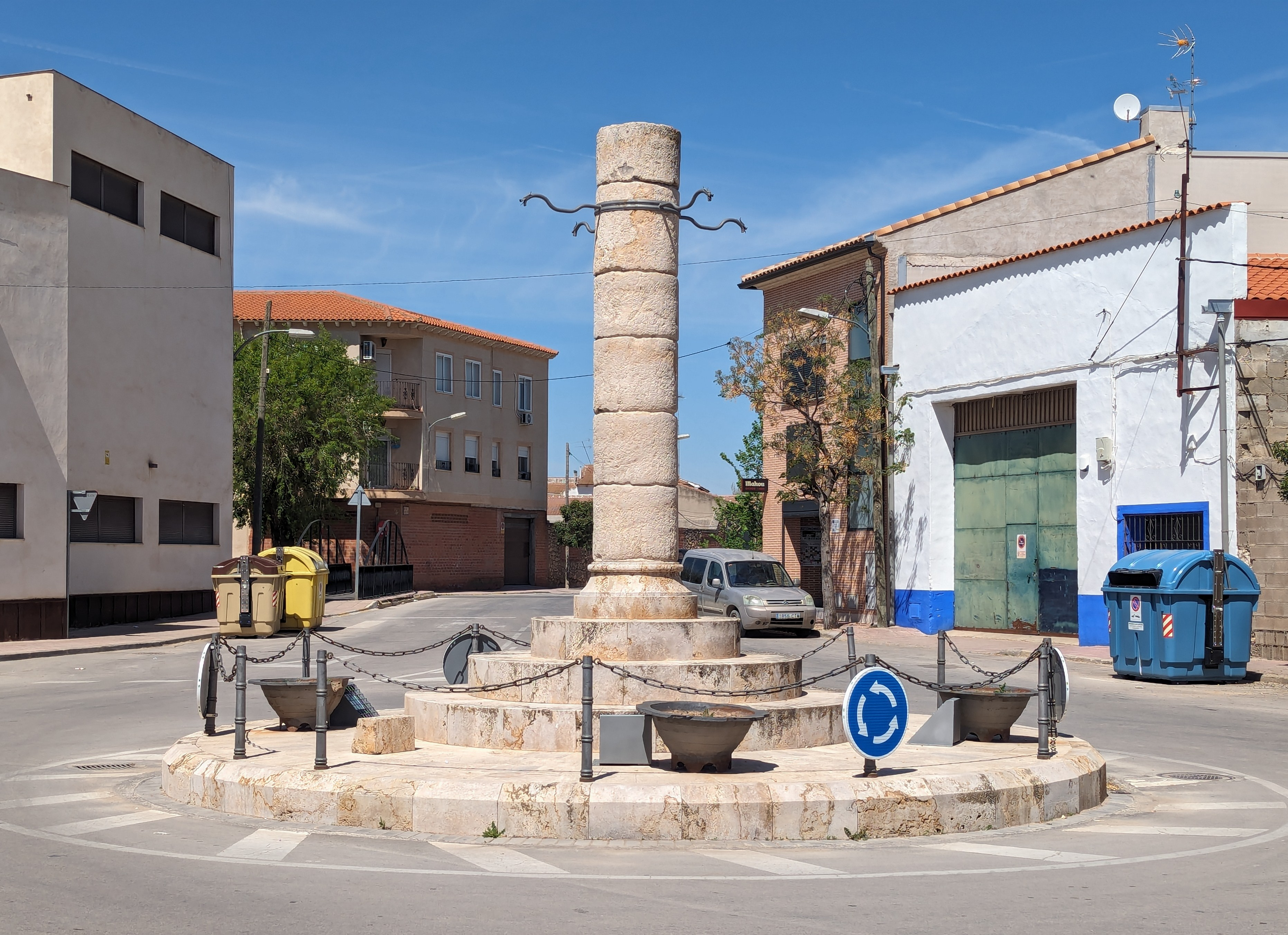
Rollo jurisdiccional

Sin embargo, desde este periodo inicial y hasta el siglo XIV, es decir durante aproximadamente 600 años, no se vuelve a tener noticias de este lugar. En 1312 Diego Muñiz, gran Maestre de la Orden de Santiago, le concedió en privilegio de título villa. En 1342 Alfonso XI de Castilla le concede dos ferias al año, una el día de san Andrés y la otra el día de San Felipe y Santiago, privilegio que sería confirmado por los Reyes Católicos. También se le otorgan otros privilegios como el uso de armas, dado por Carlos V, y el de la redondez, que consistía en el uso de una zona en forma de media circunferencia para que el ganado pastara en ella sin mancomunidad de los vecinos de otros pueblos.
La mayoría de sus monumentos y edificios señoriales, están fechados durante los siglos XV y XVI, coincidentes con su época de mayor esplendor.
A mediados del siglo XIX la villa tenía contabilizada una población de 3209 habitantes. Tenía por entonces 400 casas y el presupuesto municipal ascendía a 24 000 reales de los cuales 3300 eran para pagar al secretario.

## Demografía
Cuenta con una población de 5237 habitantes (INE 2024).

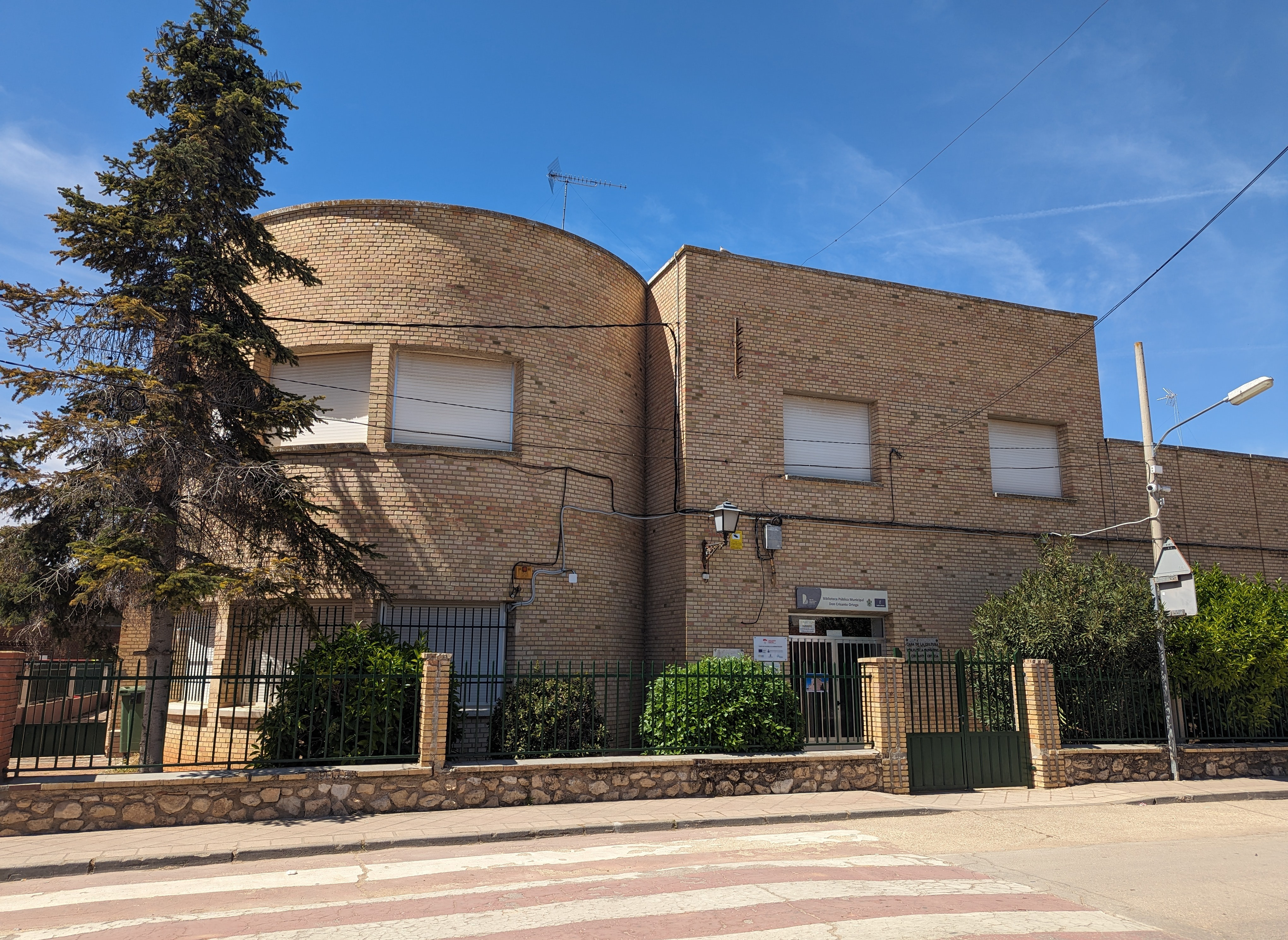
Biblioteca municipal

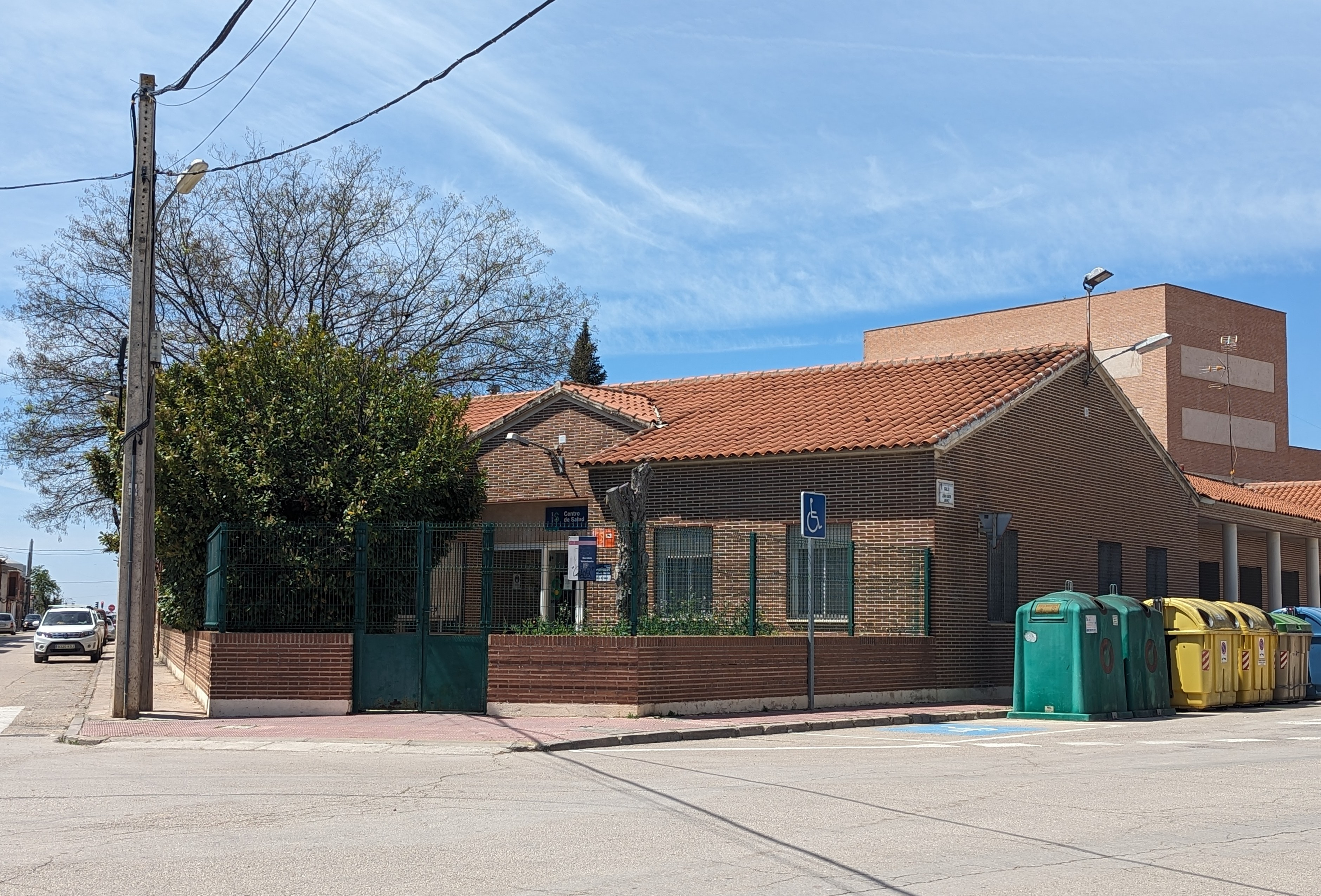
Centro de salud

| Gráfica de evolución demográfica de Corral de Almaguer entre 1842 y 2021                                              |
| |
| Población de derecho según los censos de población del INE. Población de hecho según los censos de población del INE. |

## Comunicaciones

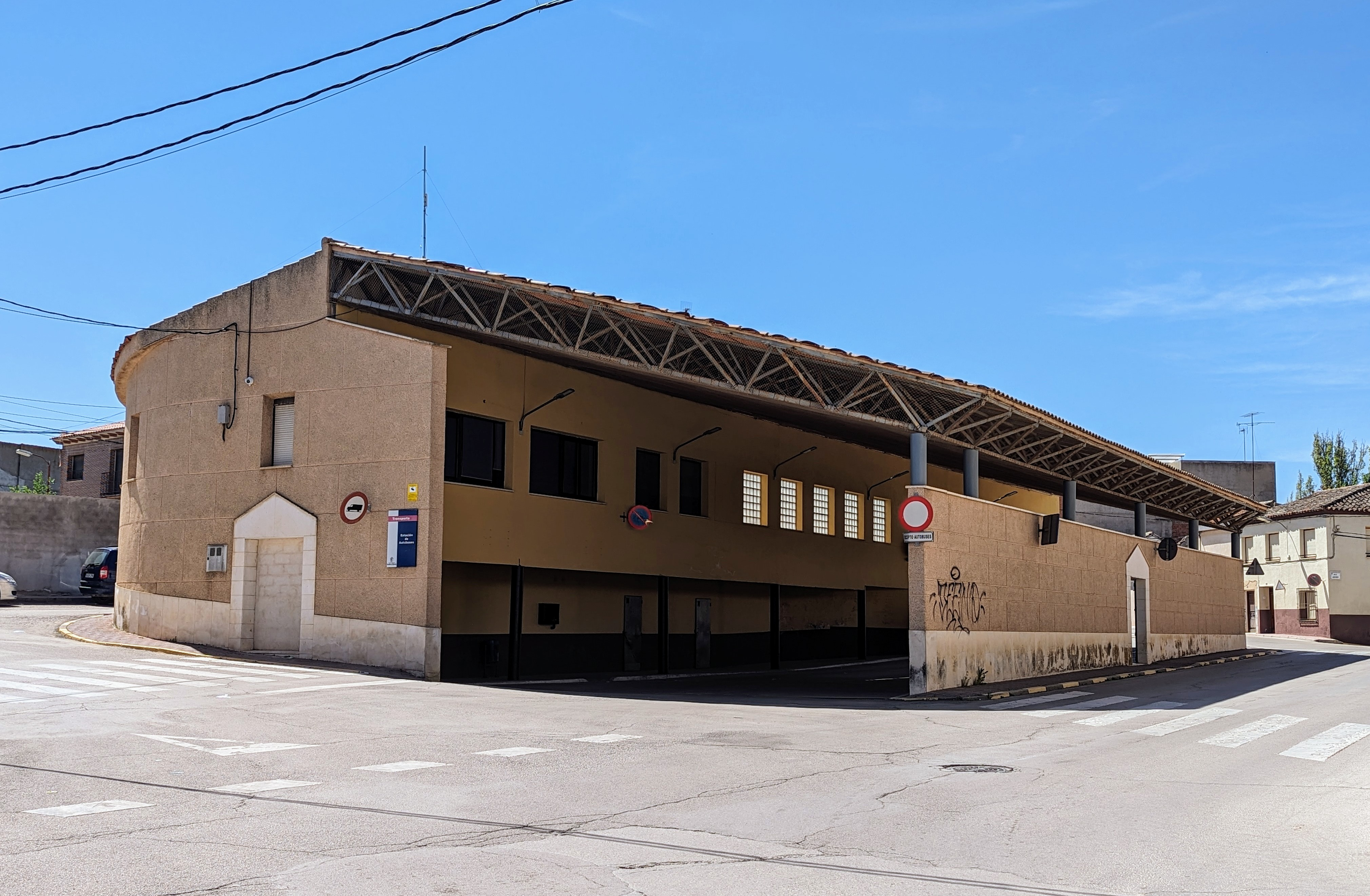
Estación de autobuses

- N-301, comunica la localidad con Madrid y Albacete.
- AP-36, al igual que la N-301, comunica Corral con Madrid y Albacete.
- CM-3000, comunica la ciudad con Tembleque, pasando previamente por Romeral y Lillo; y con Horcajo de Santiago, pasando antes por Cabezamesada.

Desde Madrid, se toma la A-4 hasta Ocaña, donde podrás enlazar con la N-301 o con la AP-36.
Desde Toledo se coge la N-400 hasta llegar a la A-4, tomamos la A-4 hasta Ocaña y ahí se podrá coger la N-301 o bien la AP-36.

## Economía

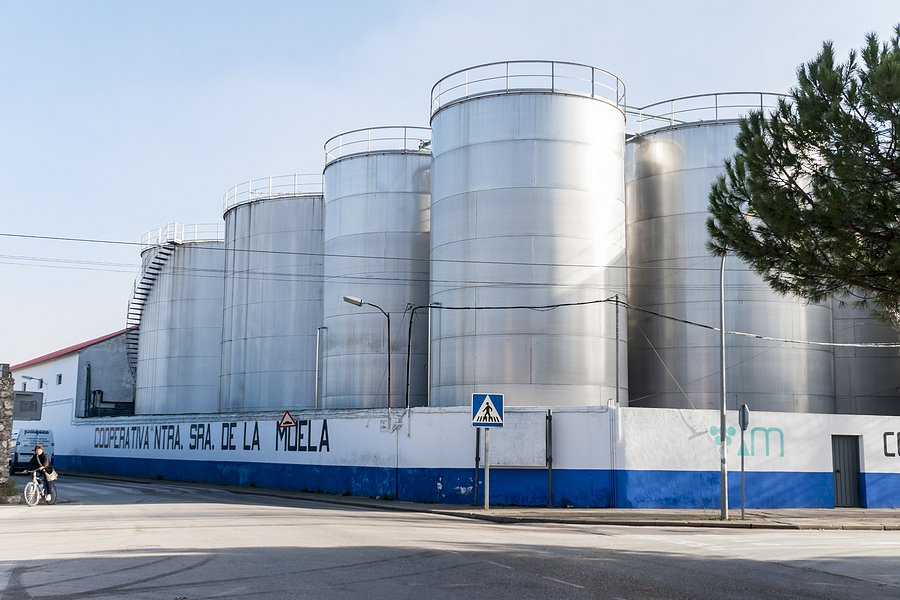
Cooperativa de vino

En el 2006 se concedieron unos terrenos para el futuro desarrollo de nuevas fábricas, suponiendo para el pueblo grandes ventajas a nivel industrial y económico. El nuevo parque industrial contará con más de 1,1 millones de metros cuadrados y está proyectado por la empresa EXLOSAN. Dicho parque industrial contará con inmejorables comunicaciones tanto con Madrid como con la parte del levante español, por carretera, N-301, y por autopista, AP-36.
Otras actividades industriales de la localidad es la industria del vino muy fuerte en la localidad con 2 cooperativas y 6 bodegas vitivinícolas algunas de ellas con importantes galardones por sus caldos. El sector de la alimentación con una gran factoría de secado de jamones, fábricas de Quesos,TALLER Y GRÚAS HIJOS DE PEDRO REAL,tercera generación de profesionales de la automoción y el sector de material de construcción.
Esta última está cobrando importante dado su fuerte crecimiento, más de 500 viviendas en proyecto o en ejecución en el 2007 lo avalan, junto a la proyección del polígono industrial, una zona terciaria con miles de viviendas, centro comercial, et. Todo ello hace pensar la importante transformación y crecimiento de la localidad en los próximos años.

## Administración y política

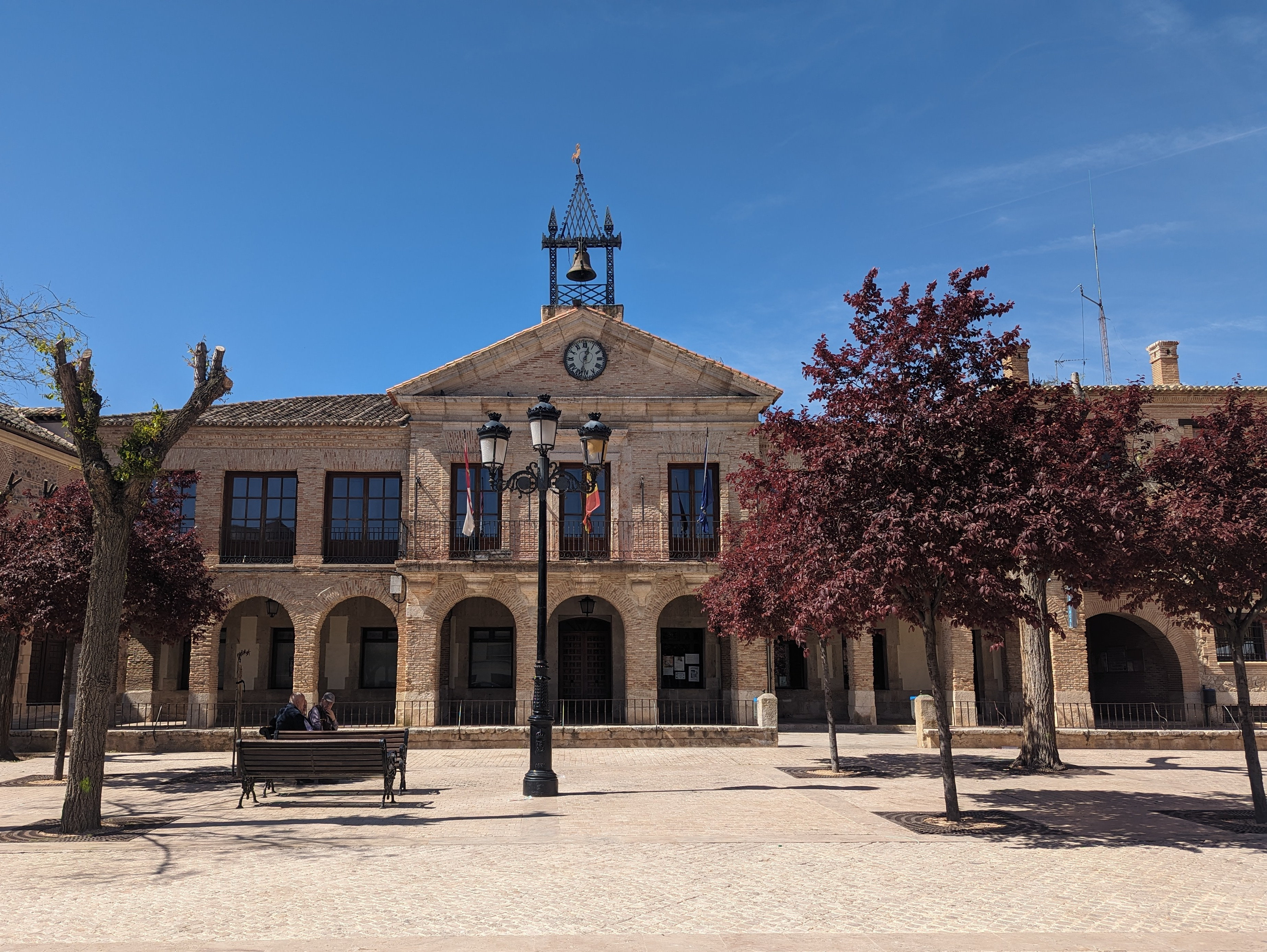
Casa consistorial

A continuación se recoge una lista de los alcaldes desde las elecciones democráticas de 1979:
| Alcalde                                 | Inicio del mandato | Fin del mandato       | Partido              | Partido |
| Ramón Martínez Lominchar                | 1979               | 1983                  | UCD                  |         |
| Ramón Martínez Lominchar                | 1983               | 1987                  | AP/PDP/UL            |         |
| Miguel García-Arroba Molero             | 1987               | 1991                  | CIC                  |         |
| Miguel García-Arroba Molero             | 1991               | 1995                  | PSOE                 |         |
| Antonio Mancheño Santiago               | 1995               | 1999                  | PP                   |         |
| Román Pastor Martínez                   | 1999               | 2003                  | PSOE                 |         |
| Román Pastor Martínez                   | 2003               | 2007                  | PSOE                 |         |
| Juliana Fernández de la Cueva Lominchar | 2007               | 2011                  | PP                   |         |
| Juliana Fernández de la Cueva Lominchar | 2011               | 2015                  | PP                   |         |
| Juliana Fernández de la Cueva Lominchar | 2015               | 2019                  | PP                   |         |
| Dolores González Arévalo                | 2019               | 21/09/2021 (Dimisión) | PSOE (Independiente) |         |
| Manuela Lominchar Lominchar             | 24/09/2021         | 2023                  | PP                   |         |
| Manuela Lominchar Lominchar             | 2023               | 2027                  | PP                   |         |

## Cultura

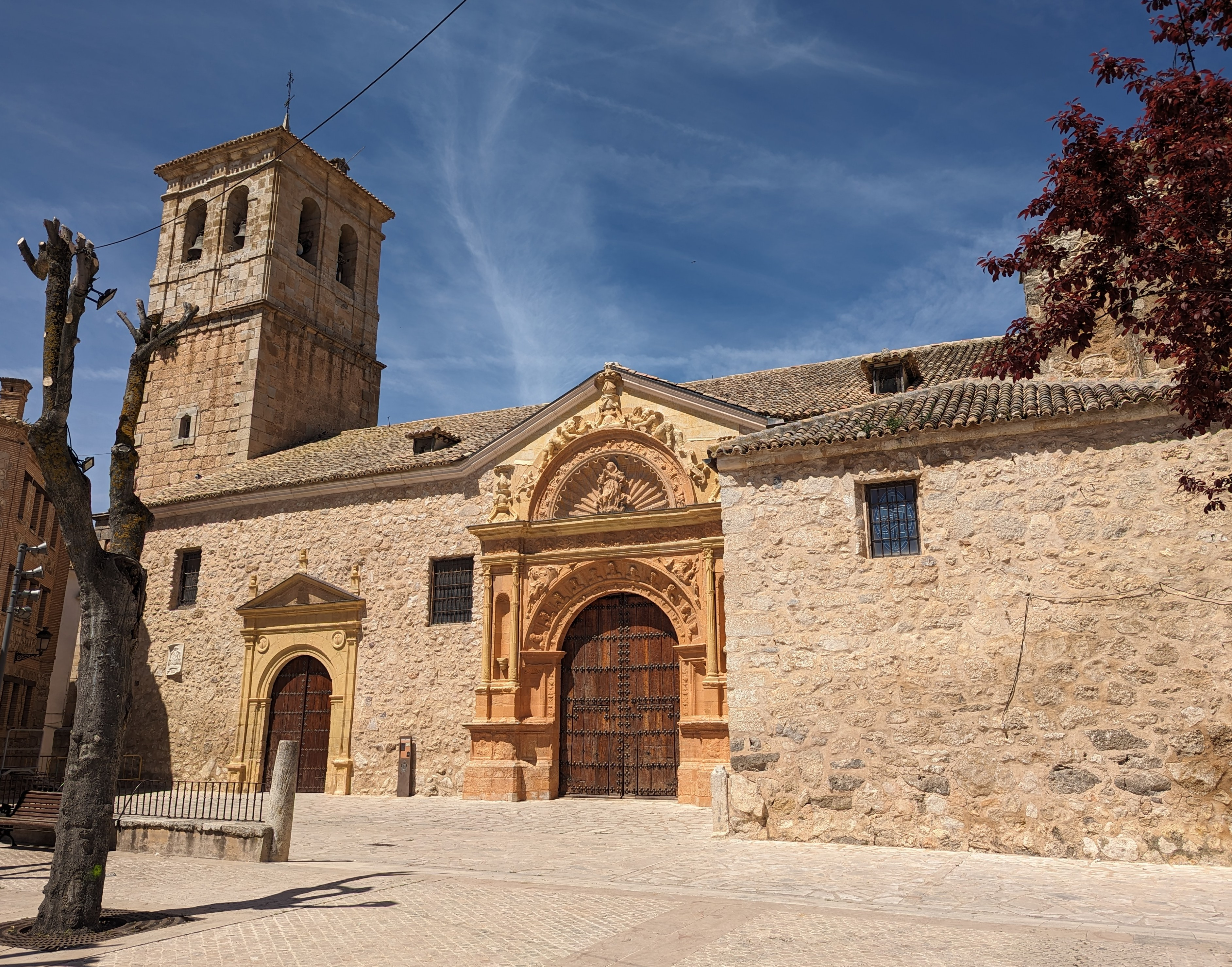
Iglesia de Nuestra Señora de la Asunción

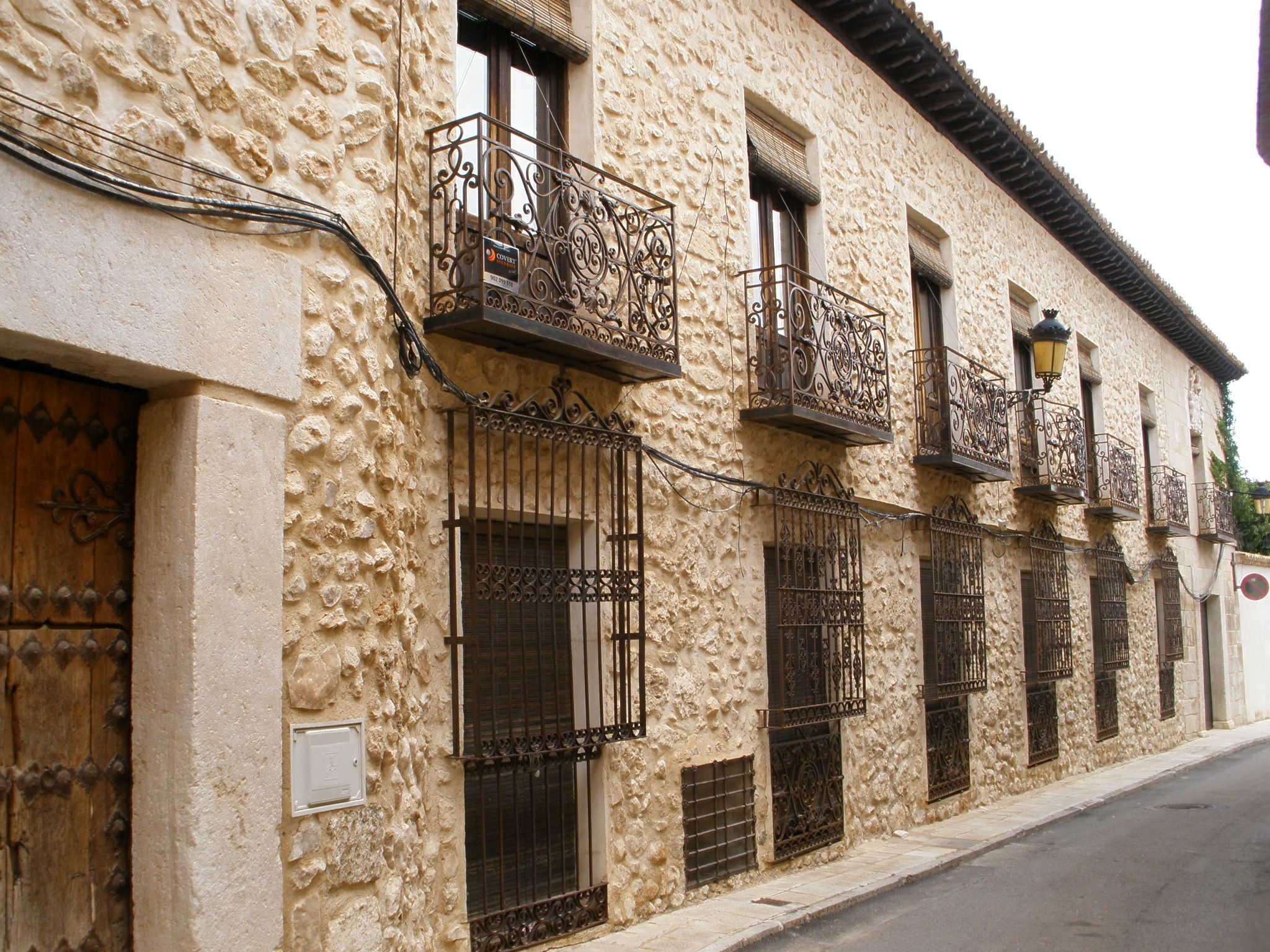
Casa de los Collados

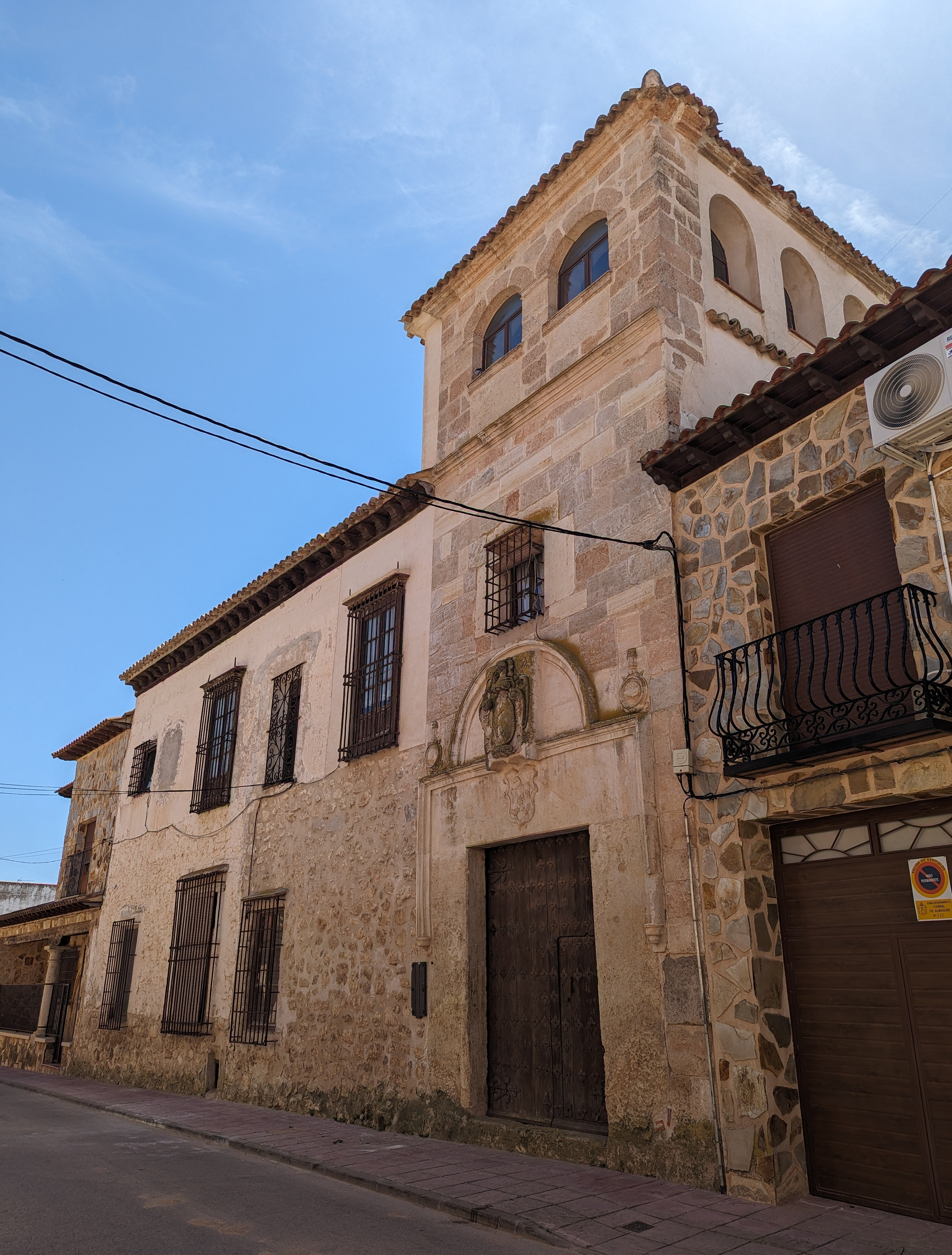
Casa Briceño o Casa Chacón

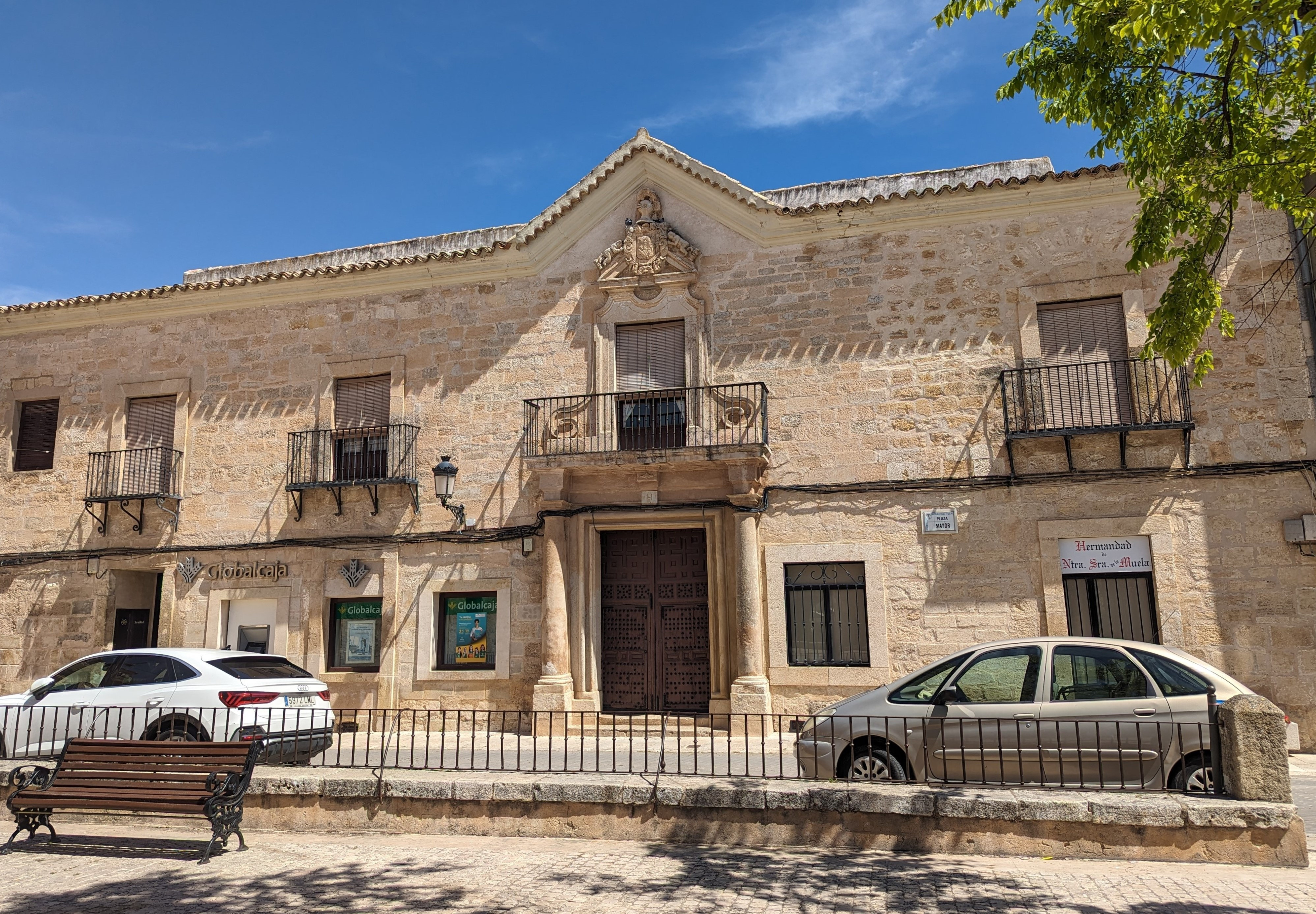
Casa Higueras

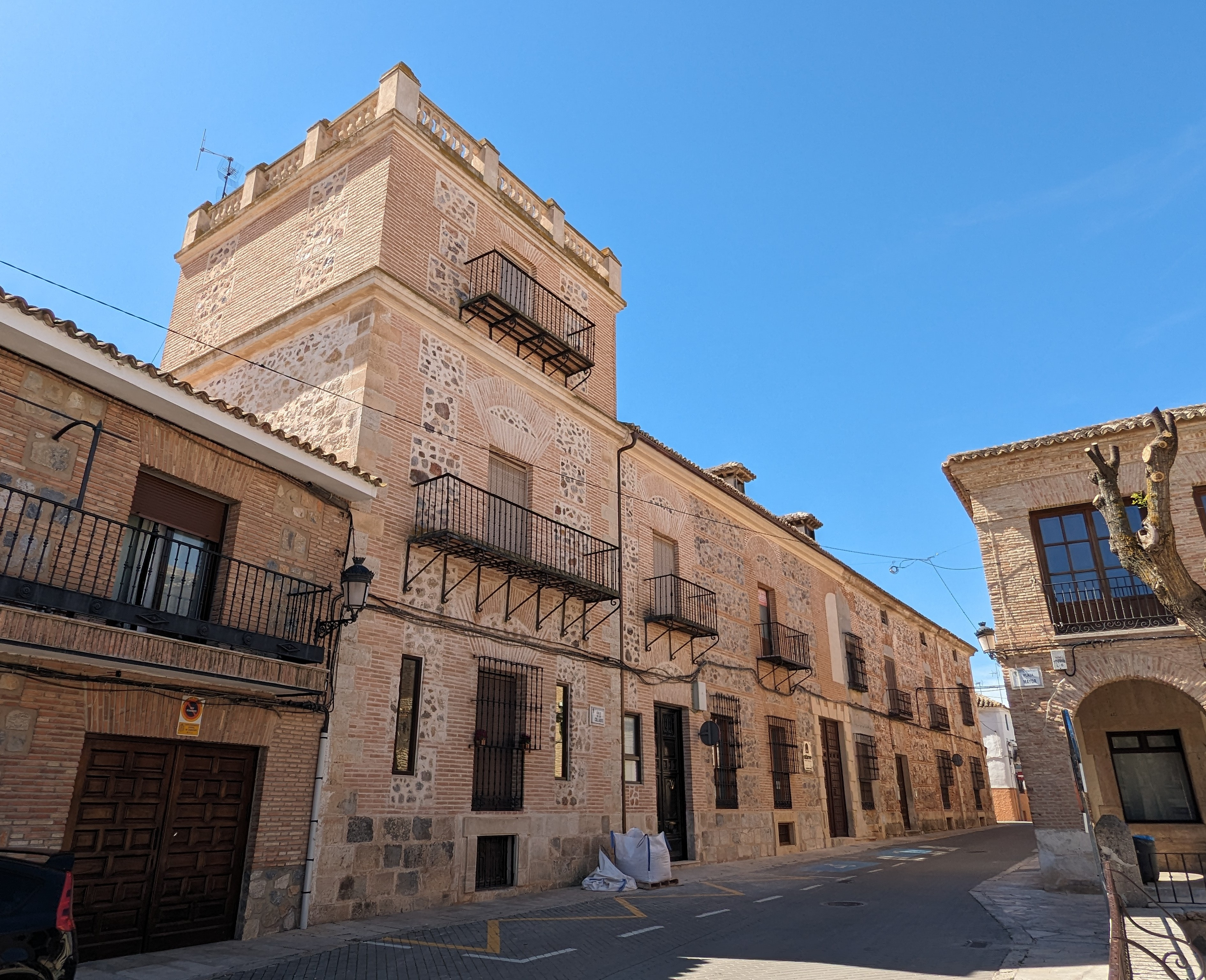
Casa Maldonado

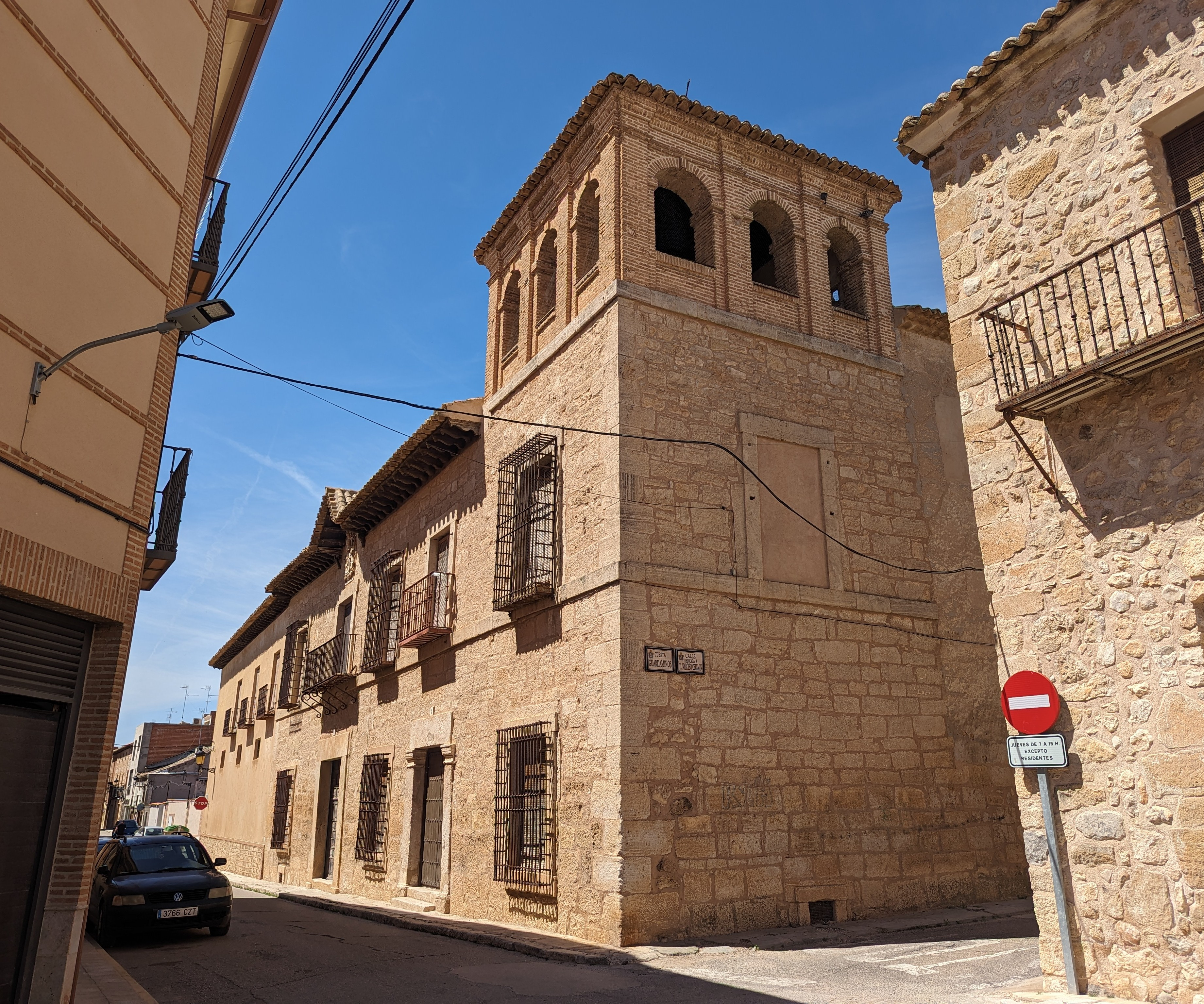
Casa Barreda

### Patrimonio
- Iglesia de Nuestra Señora de la Asunción Patrimonio artístico Nacional.
- Santuario de Nuestra Señora de la Muela Coronada.
- Castillo de Almaguer: corona una pequeña mota natural que conforma la colina que cubre el pueblo al lado de la ermita de la Virgen de la Muela. En lo alto hay un habitáculo cuadrado de mampostería rodeado por un foso circular. Se encuentra sin excavar y totalmente rodeado de vestigios.
- Ayuntamiento (plaza Mayor)
- Casa de los Collados (calle de los Collados)
- Casa de los Briceño (calle Chacón)
- Casa Barreda (calle Santa Ana)
- Casa Higueras (plaza Mayor)
- Casa de los Fuentes (calle Collados)
- Casa de Postas (calle del Sol)
- Casa del Obispo García-Gasco (calle Collados)
- Casa Maldonado (calle Mayor)
- Casa de las Valencianas (plaza Mayor)
- Casa de la Encomienda, en la calle de Santa Ana
- Convento de San José, llamado popularmente convento de las Monjas Encerrás
- Ermita de San Antón y San Sebastián, en los arrabales de San Sebastián.
- Ermita de Santa Ana y San Joaquín.
- Ermita de San Isidro Labradror.
- Despedida de la Virgen de la Muela.
- Rollo Jurisdiccional.
- Pozo Viejo.

### Fiestas

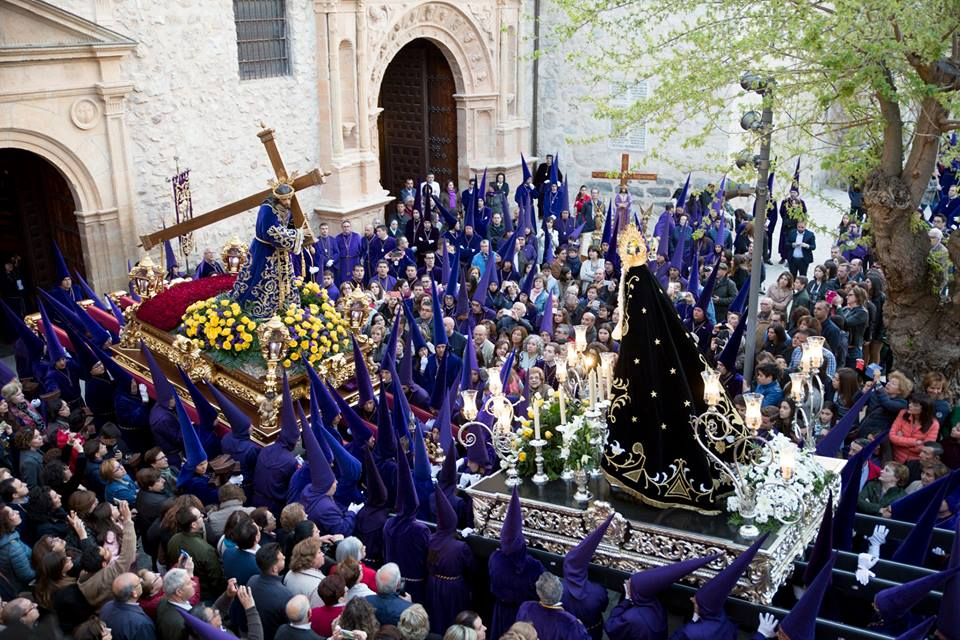
Encuentro de Jesús Nazareno y la Virgen de los Dolores

- Tercer fin de semana de enero, fiestas del barrio del arrabal.

San Antón y San Sebastián.
- 2 de febrero, fiesta de la Candelaria.
- Fin de semana próximo al 5 de febrero, romería en honor a Santa Águeda en el entorno del Santuario de la Muela y sierra del Gollizno.
- Desfile de carnaval
- Semana Santa de gran interés histórico-cultural, declarada de interés turístico regional.
- La madrugada del Viernes Santo, "zangona" del tiznao o tortilla.
- 30 de abril y 1 de mayo, Mayos en honor a la virgen de la Muela.
- Primer domingo de mayo: ¨Traída¨ de la virgen de la Muela Coronada a la localidad.
- 15 de mayo: Romería de San Isidro Labrador.
- Tercer viernes de mayo: Fiestas de la Salle.
- Tercer fin de semana de mayo: fiestas patronales de la Función, en honor a la Virgen de la Muela Coronada.
- Desfile del Corpus Christi.
- 25-26 fiestas del barrio de la judería. Santa Ana y San Joaquín.
- 29 de julio: verbena de Santa Marta.
- 15 de agosto, cultos a la Virgen de Fátima y fiestas de la Parroquia.
- El último fin de semana de agosto: Feria en honor al Santísimo Cristo de la Agonía. Fiesta de la vendimia, Como novedad destaca la batalla del vino.
- Último domingo de agosto: Encuentro Nacional de Encajeras.
- Primer domingo de septiembre: ¨Llevada¨ de la Virgen la Muela Coronada a su santuario.
- Jornadas medievales (primer fin de semana de octubre)
- "Zangona" del ¨Chocolate¨ la madrugada del Día de los Santos.
- Certamen Internacional de Grandes Rapaces de España en el Santuario de la Muela
- Tercer fin de semana de noviembre fiestas del Beato Martín Lozano Tello.
- "Misas de pandereta" los días 25 de diciembre, 1 y 6 de enero.
- Días de Navidad: Ruta de belenes.
- Último sábado de diciembre, cantos de Villancicos en el Santuario de la Muela.
- El 31 de diciembre,carrera de San silvestre.